# Мечеть Абдукадыра
Мечеть Абдукадыра (каз. Әбдіқадыр мешіті) — мечеть в Таразе, памятник культовой архитектуры начала XX века.

## История
В начале XX века недалеко от центра города Аулие-Аты был построен крупный культовый исламский комплекс, в составе которого были медресе, мечеть, худжры и хозяйственные сооружения, сгруппированные вокруг внутреннего двора.
С 1923 по 1930 годы в медресе при мечети жил и работал учёный-богослов Саид Махмуд ат-Тарази Алтынхан-торе, известный тем, что перевёл Коран на несколько языков, и впоследствии ставший имамом мечети Пророка в Медине.
В 1920-е годы все постройки религиозного центра были разобраны для нужд гражданского строительства, уцелел только портальный вход в мечеть.
В 1982 году мечеть-медресе Абдукадыра была включена в список памятников истории и культуры Казахской ССР республиканского значения и взята под охрану государства.
В 1990-е годы были воссозданы деревянные двери портала, украшенные резьбой, в 2002 году проведены реставрационные работы. После реконструкции в 2002 году в бывшем здании мечети возобновилась деятельность медресе.

## Архитектура
Входная часть мечети представляет собой прямоугольное в плане сооружение, вытянутое с запада на восток. Центральная ось подчёркнута массивным пештаком с угловыми узкими цилиндрическими башнями (гульдаста). Пролёт портала между внешними гранями пилонов составляет 6,5 м. Входной проём расположен в глубокой нише стрельчатого очертания, оконтуренной П-образной рамой. Над главным входом в щипцовой стене размещается картуш. Портал дворового фасада оформлен перспективной аркой и фланкирован двумя ярусами ниш, в одной из которых устроен проход, ведущий на крышу.
Здание сложено из обожжённого кирпича. Толщина стен 1,3 м. Внутреннее пространство сводчатое, на свод опирается перекрытый куполом минарет с шестью арочными проёмами и декоративным пояском. Основным способом декоративной обработки фасадов является техника лицевой кладки с расшивкой швов и фигурная кладка «ёлочкой», декорирующая угловые башенки.